# Fjerding
Fjerding war ein skandinavisches Volumenmaß. Es war im Dänischen die Vierteltonne. Das Maß war auch in Schweden und Finnland in Anwendung. Leichte Unterschiede sind vorhanden.
- 1 Fjerding = 34,744 Liter

Die Maßkette war 
- 1 Tønne = 4 Kvarter (Fjerdinger) = 8 Skjepper = 16 Settinger = 32 Fjerdingkar = 64 Åttinger = 144 Potter = 576 Peler = 138,96 Liter